# キモかわE!
『キモかわE!』は、5pb.が企画・開発、Genterpriseが2009年3月5日に発売したニンテンドーDS用アドベンチャーゲーム、および、その漫画版である。

## 概要
魔界からゲートを通ってやってきた低級の魔界住人を、人間界で生活できるようにしつけるゲームとなっている。

## あらすじ
舞台は夏の風間町。魔界と人間界を結ぶ「ゲート」が開いてしまった。どうやら地上と魔界の次元の重なり「合」を利用して、魔法陣でゲートを開けた不届き者がいるようだということが判明した。「ゲート」は自動修復機能によって1箇月ほどで閉ざされるが、既に何体かの魔界の住人、魔界っ子たちが人間界に出てきてしまっていた。魔界っ子の常識は人間とは異なるため、放っておくとちょっとキモイ行動をとってしまう。また、人間界のルールをちゃんとしつけておかないと、魔界から人間界への影響力が増大し、ゲートの成長を早めてしまうことにもなる。このような事情から、主人公は夏休みの30日間、魔界っ子たちのしつけを任されてしまうのだった。

## 主要登場人物
川浦海夢（かわうらかいむ）
主人公。中学生。ゲーム中（12日目）に誕生日を迎える。父が長期不在、母がアイドルで家庭っ気がないため、家のことは全て一人でこなせるようになっている。
鈴木姶良（すずきあいら、声：下田麻美）
隣の家のツンデレ幼馴染。都合、コロネがホームステイ先として主人公宅に泊まることになったり、しつけのために主人公が魔界っ子たちと一緒にいるのを見て、焼きもち気味。
コロネ（声：福原香織）
地上と魔界を繋ぐヘルゲートの管理人で、種族は地獄の門番けるべろす。人間界には、芽衣戸コロネ（めいどコロネ）の名前で夏休み前日に主人公の学校に交換留学生として登場し、偶然まろんを見かけたという主人公に、魔界っ子達のしつけを依頼してくる。衣装は名前に違わずメイド服。一見まともに見えるのだが、けるべろすとしての犬の習性で、電柱におしっこをしてしまうなど、しつけが必要な面がある。
まろん（声：落合祐里香）
魔王の娘で、種族はぐーる。青髪で小学生高学年くらいの容姿をしている。ゲーム開始時に起こった風間町での連続ペット失踪事件に関与しており、主人公との初対面では主人公の腕をかじる、果ては墓を掘り返して腐肉を食べるなど、しつけが必要である。
珊瑚（さんご、声：新谷良子）
びんぼうがみ。コロネの友達でもある。一見するとボーイッシュな女の子だが、ゴミをあさり、お風呂も大嫌いであることからしつけが必要である。また、貧乏神としての力が暴走気味で、周りの物をより質素なものに変えてしまう力を持つ。
サリエル（声：福井裕佳梨）
色黒で片翼の天使。ところ構わずエッチな妄想で一人の世界に入りがちなため、しつけが必要である。種族の特性故、聖歌は一通り歌えるが、音痴である。
ドリス（声：後藤邑子）
関節がゆるい人形のぱぺっと。バレエの練習をしていて糸が絡まってしまったところを主人公に助けられる。人間になることを夢見て、人間になることができるという幻のパーツを探してはパーツを付け替えて試している。
人形故に水や直射日光、塩素、カビを苦手としており、これらに関わると機嫌を損ねてしまう。

## その他の登場人物
川浦聖羅（かわうらせいら、声：柏木みその）
主人公の母。アイドルをやっている。
ゴモリー（声：花井なお）
魔界の女王。ある策略を図るために、いくつかのエンディングに登場する。
人気アナウンサー（声：山本彩乃）
本作では何箇所かでTVニュースが流れるが、その際のアナウンサーとして登場する。
サタナキア（声：利根健太朗）
魔王。いくつかのエンディングに登場する。
ゴーレム（声：丹沢晃之）
ゲートから人間界に抜け出してくるシーンとして、いくつかのエンディングに登場する。
生徒（声：樋口健太）
学校を舞台とするイベント（オープニングや、水泳大会など）において登場する。
幼稚園児
ピクニックのイベントにおいて登場。ドリスの遊び相手になる。

## ゲームシステム
基本部分のゲーム内容は、サイコロを用いたすごろくとなっている。イベントが設けられているマスに止まると、魔界っ子たち（本節では特記のない限り姶良も含む）との各種イベントが発生するアドベンチャーパート、さらにはミニゲームパートに移行する。イベント内容、場合によってはイベント中で示される行動選択の結果によって、魔界っ子たちのしつけ度および好感度が増減し、ゲーム終了時のしつけ度と好感度によってエンディングが変わるようになっている。
なお、ゲーム後半になると、コース選択によって魔界っ子の登場を決定する魔界っ子アイコンの出現頻度を変えることが可能である。また、サイコロの振り直し許可イベントを発生させることで、それ以降のサイコロ振りで、出目確定後のサイコロをごく短い時間ながらも規定回数（振り直し許可イベントの発生回数）まで振り直すことが可能となっている。これらにより、停止マス決定、しつけ度や好感度操作に対するプレイヤー介入の度合いを高める仕組みとなっている。
魔界っ子たちのしつけ度や好感度はアドベンチャーパートで画面上部に表示される。しつけ度はゲージ形式で、好感度はアイコン表示での各魔界っ子たちの表情での表示となっている。6人中、しつけ度下位5人が画面右半分にしつけ度の降順に一覧表示、最もしつけ度の高い魔界っ子は左半分に単独表示され、最もしつけ度の高い魔界っ子を判別しやすいようになっている。
アドベンチャーパートとして登場するイベントには、以下のようなものがある。
特定の魔界っ子に関するイベント
このイベントが発生するマスには、その特定の魔界っ子のアイコンが事前に表示されている場合が多いが、無印マスの場合もある。大抵は無条件あるいは選択次第でその魔界っ子のしつけ度を上げるイベントとなるが、まれに、その魔界っ子がお邪魔虫となって、他の魔界っ子のしつけ度を下げるイベントとなることもある。特別にしつけが必要な場面に遭遇した場合、後述のミニゲーム「おしりペンペン」パートに移行する。また、特定条件下においては、後述の各魔界っ子固有に用意されているミニゲームパートに移行する。また、好感度も増減する。
魔界っ子同士の対決イベント
このイベントが発生するマスには、2人の魔界っ子の対決アイコン（事前にはどの魔界っ子かは判らない）が表示されている場合が多いが、無印マスの場合もある。口喧嘩やお料理勝負など、何らかの形で2人の魔界っ子が対決状態となるイベントである。どちらを叱るか、どちらを誉めるか、どちらを応援するかによって、しつけ度や好感度が増減する。
全魔界っ子からの選択イベント
水泳大会の応援、映画、花火、盆踊り、七夕祭りに誘うイベントなど、全魔界っ子から選択するイベントである。選択した魔界っ子のしつけ度や好感度が増減する。映画イベントのような場合、選択した映画次第で好感度が下がる場合もある。また、誘ったイベント自体が魔界っ子の性格や習性に見合わない場合も、好感度が下がる場合がある。なお、ゲーム後半に登場する特別教室の選択、ゲーム展開、その時点の好感度などによっては、選択可能な魔界っ子が限定されることもある。

## ミニゲーム
アドベンチャーパートにおいて特定条件を満たすとミニゲームパートに移行する。ゲームを成功させると、その魔界っ子のしつけ度が上昇する。
本編で出現させたミニゲームは解禁扱いとなり、ゲームタイトル中のおまけを選択することで、ミニゲームだけを独立して行なうことが可能となる。なお、おしりペンペン！については各魔界っ子単位での解禁となっている。
おしりペンペン!
全魔界っ子対象で、しつけが必要な魔界っ子のおしりを叩いてしつける、いわゆるお尻ペンペンを行うミニゲームである。画面下に表示されるゲージの増減を見ながらAボタン押下でゲージ力を決定。3回のゲージ力の合計が、画面右に表示された反省ゲージ内に入れば成功となる。なお、このミニゲーム中は、対象となる魔界っ子が四つん這いとなった状態で、おしり方向からのアングルで、おしり（着衣あり）がアップ表示される。
柔軟体操
姶良限定で、体の硬い姶良に柔軟体操を行なうミニゲームである。Aボタンの連打速度で柔軟度の負担ゲージを決定し、規定時間経過時点でギリマーク内にゲージを合わせれば成功となる。ギリマークを超えると規定時間が経過していなくてもキレられてしまい、失敗となる。5回中3回成功で、ゲーム成功となる。
ダッシュ&キャッチ
コロネ限定で、ボールを使って遊ぶミニゲームである。Aボタンの連打速度でダッシュ速度の調整、Bボタンでジャンプの操作系となっており、画面左から放り投げられたボールを、画面下に表示されるボールの影を参考に落下点でキャッチできれば成功となる。なお、水たまりにはまると転んでしまい、タイムロスとなる。
九死にテバサキ
まろん限定のミニゲームである。何でも食べてしまうまろんから、主人公宅で飼われているインコ「テバサキ」を規定時間の間、守ることができれば成功となる。
お金の価値は
珊瑚限定のミニゲームである。画面左から右に向かって走っていく珊瑚が落とすお金を拾い集め、規定以上の金額を拾うことができれば成功となる。強制スクロールとなっており、スクロールアウトしたお金は拾えない。
治療は迅速に
サリエル限定で、怪我をしたサリエルを治すミニゲームである。切り傷用と打ち身用の2種類の薬の一方を正しく選択し、体に表示される怪我の部位にタッチすることで体力ゲージが回復。誤った薬を、あるいは誤った箇所につけてしまうと体力ゲージが減少。規定時間経過後に合格ライン以上の体力が残っていれば治療成功となる。
キャスト・オフ
ドリス限定ミニゲーム。体のパーツの付け外しを行い、制限時間以内に本来の姿に戻すミニゲームである。なお、本来の姿に戻す以外に3種類、コンセプトに沿った組合せでパーツを付けることでも成功となる。

## おまけ
ゲームタイトル中、おまけを選択することで、おまけモードに移行する。
おまけモードでは、CGモードとミニゲームモードが用意されており、ゲーム本編で出現させたCGおよびミニゲームを独立して鑑賞、プレイすることが可能となっている。前述の通り、ミニゲームのうち魔界っ子共通ミニゲームである「おしりペンペン!」は、ゲーム本編で出現させたかどうかの判定（解禁判定）が各魔界っ子独立での判定となっている。そのため、全魔界っ子の「おしりペンペン!」をミニゲームモードでプレイ可能とするには、ゲーム本編において全魔界っ子の「おしりペンペン!」を出現させる必要がある。

## 事件の真相
ゲーム序盤において主人公と魔界との関連性が示唆され、いくつかのイベントおよびエンディングではその関係性が具体的に示される。また、この関係性は、魔界と人間界を結ぶ「ゲート」が開かれるという事件の発生原因にもなっている。
主人公は、魔王サタナキアと天使ハニエルの間にできた子供である。普通の人間の言うことを聞かないはずの魔界っ子が、主人公の言うことに逆らえないのは、これが理由となっている。このような背景から、魔界と天界双方からの追従を避けるために、ハニエルは記憶を封印されて人間界に逃され、人間界では聖羅として過ごしている。アイドルをやっている聖羅の芸名はハニエル（愛称：はにぃ）であり、エンディング次第では記憶が蘇る場合もあるなど、記憶の封印はそれほど強いものではなかった。
事件を引き起こしたのは、魔界の現女王ゴモリーである。ゴモリーは王位継承権の関係から、元女王であったハニエルやその息子である主人公を亡き者に、あるいは主人公を手中に入れようとして、魔界と人間界を結ぶ「ゲート」を開く。ゴモリーの娘まろんは、ゴモリーによって主人公に向けて放たれた刺客である。サリエルは、ゴモリーの策略によって、ハニエルを見つけ出して殺害することを目的に人間界を訪れる。また、エンディング次第ではゴモリー自身が主人公のいる場所に訪れて主人公を手中に入れようとする場面も登場する。

## スタッフ
- プロデューサー：盛政樹
- キャラクターデザイン：あみみ

## 漫画
まんがぱれっとLite（一迅社）Vol.14から27まで漫画版が連載。原作は盛政樹、作画はあみみで、いずれもゲーム版にも直接関わったスタッフが担当している。
単行本は2011年1月22日に、全1巻が発売された。（ISBN 978-4-75-808082-8）

## 関連商品
初回限定版には「携帯電話用ストラップ」と「キモかわE!ドラマCD」が同梱されている。また、大手ゲームショップなど、いくつかの店舗ではショップ特典として「魔界っ子の載っているテレカ」が用意されていた。
なお、コミックマーケット75（2008年12月28日 - 12月30日）で本作が出展されていたときには、関連商品として「ペンライト型しつけ棒」（振動機能付）が出展されていた。